# Свети Илия (Челопеци)
Вижте пояснителната страница за други значения на Свети Илия.
„Свети Пророк Илия“ (на македонска литературна норма: „Свети Илија“) е възрожденска църква в кичевското село Челопеци, Северна Македония. Църквата е част от Кичевското архиерейско наместничество на Дебърско-Кичевската епархия на Македонската православна църква – Охридска архиепископия.
Изградена е в 1861 година и обновена в 1910 година от селяните. Фреските са дело на зографа Яков Радев Мажовски от Лазарополе. Иконостасът е изработен от Дичо Зограф от Галичник. В 1999 година е извършено обновяване на живописта от Бошко Попоски от Кичево.